# 오현교
오현교(1999년 7월 24일 ~ )는 대한민국의 축구 선수로, 포지션은 수비수이다. 현재 K리그2 천안 시티 FC 소속이다.

## 클럽 경력
오현교는 호남대학교 축구부를 나왔으며, 호남대 재학 시절 중앙 수비수와 왼쪽 수비수를 소화하는 등 준수한 스피드와 수비 능력을 보여준 바 있다
2020시즌을 앞두고 전남 드래곤즈와 프로 계약을 체결하였다.
2021시즌을 앞두고 K3리그의 천안 시티 FC으로 임대 이적했다.